# Viane (Belgique)
Pour les articles homonymes, voir Viane.
Viane est une section de la ville belge de Grammont située en Région flamande dans la province de Flandre-Orientale et le pays de la Dendre. C'était une commune à part entière avant la fusion des communes de 1977.

## Toponymie
Vienne (1210), Viana (1223)

## Démographie

### Évolution démographique
- Sources : INS, Rem. : 1831 jusqu'en 1970 = recensements, 1976 = nombre d'habitants au 31 décembre[3].